# Dimítris Avramópoulos
Dimítris Avramópoulos (en grec moderne : Δημήτρης Αβραμόπουλος), né à Athènes le 6 juin 1953, est un diplomate et homme politique grec membre de la Nouvelle Démocratie (ND) et ministre à plusieurs reprises.

## Biographie

### Formation et vie professionnelle
Après des études de droit à l'université d'Athènes, il se spécialisa en diplomatie dans l'université de Boston à Bruxelles.
Il fit une carrière diplomatique (Liège, Vienne, Genève) de 1980 à 1992.

### Maire d'Athènes, puis ministre
Avramópoulos entre alors en politique, au sein de la Nouvelle Démocratie. Il fut élu au Parlement grec dès 1993, mais devint maire d'Athènes l'année suivante et fut réélu en 1998. Élu député en 2004, il entra au gouvernement Karamanlís I d'abord comme ministre du Tourisme avant de passer à la Santé en 2006. Il conserva ce poste dans le gouvernement Karamanlís II.

### De l'opposition à l'union nationale
Après la défaite de son parti aux élections législatives de 2009, il tenta d'en prendre la tête mais se désista en faveur d'Antónis Samarás. Le 1er juillet 2010, ce dernier le nomma vice-président du parti. Dans le gouvernement d'union nationale conduit par Loukás Papadímos et formé le 11 novembre 2011, il devient ministre de la Défense nationale.
Remplacé le 17 mai 2012, dans le gouvernement intérimaire de Panagiótis Pikramménos, par Fragoúlis Frágos, il revient aux responsabilités dès le 21 juin, comme ministre des Affaires étrangères du gouvernement du conservateur Antónis Samarás. À l'occasion du remaniement du 24 juin 2013, il retourne au ministère de la Défense.

### Commission européenne
Le 10 septembre 2014, il a été désigné au poste de Commissaire européen aux Migrations et Affaires intérieures de la commission Juncker, sous réserve de validation par le Parlement européen.
Le 27 janvier 2015, après le résultat des élections législatives, les médias indiquent que Dimítris Avramópoulos pourrait être le candidat présenté par SYRIZA pour la présidence grecque.

## Prises de position
Se décrivant comme « un ami de longue date de la Turquie », Dimítris Avramópoulos souligne, en novembre 2017, sa ferme croyance dans le « chemin européen » de ce pays. Dans le cadre de la coopération avec la Turquie, il a appelé, le 27 septembre 2017, les États membres de l'UE à réinstaller dans l'Union européenne 50 000 personnes depuis la Turquie, la Jordanie, le Liban et les pays situés le long de la route de la Méditerranée centrale au cours des deux prochaines années.
En décembre 2017, il déclare : « Nous ne pouvons pas et ne pourrons jamais arrêter l’immigration. Nous devons tous être prêts à accepter l’immigration, la mobilité et la diversité comme nouvelle norme et à adapter nos politiques en conséquence. C'est un impératif moral, mais aussi économique et social pour notre continent vieillissant ».

## Décorations honorifiques
- Grand-croix de l'ordre du Phénix (Grèce)
- Grand-croix de l'ordre du Mérite (Espagne)
- Grand-croix de l'ordre de la Couronne (Belgique)
- Grand-croix de l'ordre de Léopold II (Belgique)
- Grand-croix de l'ordre royal de l'Étoile polaire (Suède)
- Grand-croix de l'ordre du Lion (Finlande)
- Grand-croix de l'ordre du Mérite (Portugal)
- Grand-croix de l'ordre de Diego de Losada (Venezuela)
- Grand-cordon de l’ordre du Cèdre du Liban
- Première classe de l'ordre du Mérite civile (Bulgarie)
- Première classe de l'ordre de l'Étoile blanche (Estonie)
- Première classe de l'ordre de l'Étoile (Yougoslavie)
- Commandeur de l'ordre du Mérite (Allemagne)
- Commandeur de l'ordre du Mérite (Pologne)
- Officier de l'ordre du Mérite (Autriche).
- Officier de l'ordre du Mérite (Luxembourg)
- Officier de la Légion d'honneur (France)
- Chevalier de l'ordre national du Mérite (France)
- Chevalier de l'ordre Makarios III (en) (Chypre)
- Compagnon de l'ordre national du Mérite (Malte)
- Croix de l'ordre de l'Amitié (Kazakhstan)